# Karl Wilhelm Siebdrat
Karl Wilhelm Siebdrat (* 3. März 1770 in Leipzig; † 14. November 1834 in Eisleben) war ein deutscher Klassischer Philologe und Gymnasialrektor.

## Leben
Siebdrat besuchte die Thomasschule zu Leipzig und studierte Evangelische Theologie (bei Franz Volkmar Reinhard) und Klassische Philologie an der Universität Leipzig. Er arbeitete anschließend als Hauslehrer bei Reinhard, dem General Freiherr von Bila und dem Geologen von Charpentier in Dresden und Prag. 1798 promovierte er an der Universität Wittenberg zum Magister, 1797 wurde er Subrektor, 1800 Konrektor und 1819 Rektor des Gymnasiums in Eisleben.

## Schriften (Auswahl)
- Theocritus: Epithalamium Helenae. Ex recensione Valkenarii animadversionibus illustravit et disputationem de carminibus nuptialibus praemisit Car. Guil. Siebdrat. Leipzig 1796